# L'Âge du Verseau
L'Âge du Verseau (アクエリアンエイジ Sign for Evolution, Aquarian age sign for evolution) est un anime de 13 épisodes basée sur la série de jeu de cartes à collectionner Aquarian Age (en). La série est coproduite par Broccoli et le studio d'animation Madhouse et diffusée début 2002 sur TV Tokyo.

## Synopsis
Kyouta est un jeune homme qui essaie de percer comme chanteur dans un groupe de rock, lorsqu'il se retrouve impliqué dans le conflit ancestral opposant les clans Ayarashiki, Wiz-Dome et DarkLore. Cet étrange événement prend une tournure dramatique lorsqu’il découvre que son amie d’enfance Yoriko semble être l’enjeu de cette bataille et qu'elle détient le sort de la planète entre ses mains. Kyouta va devoir faire un choix crucial : sauver sa carrière naissante ou la fille qu’il aime...

## Épisodes
1. titre français inconnu (Deep-Blue Overture)
2. titre français inconnu (Fire-Green Premonition)
3. titre français inconnu (Cloudy-Red Melancholy)
4. titre français inconnu (Concealment-Black Offering)
5. titre français inconnu (Sparkling-White Inevitability)
6. titre français inconnu (Illusion-Green Salvation)
7. titre français inconnu (Deep-Red Offshoot)
8. titre français inconnu (Light Purple Awakening)
9. titre français inconnu (Fierce-Silver Remnants)
10. titre français inconnu (Yellow-Green Suffering World)
11. titre français inconnu (Indigo-Green Vortex)
12. titre français inconnu (Faded-Red Conflict)
13. titre français inconnu (Pure-White Embrace)